# OSBuilder
OS Builder — программа для сборки плоского дампа из пакетов, релокации, сборки файла раздела IMGFS, а для поддерживаемых устройств и сборка файла ROM.
Также в программу включено много других функций, которые могут быть полезны при создании и сборке дампа и ROM.

## Основные возможности
- Группировка пакетов (4 типа групп, уровень вложенности групп теоретически неограничен, пакеты группируются простым перетаскиванием) и отображение пакетов и групп в виде дерева
- Удобное контекстное меню для работы с пакетами.
- Выбор языка для прошивки (сосуществование пакетов для разных языков)
- Возможность вводить подробное описание для пакетов и групп (при выборе пакета или группы описание будет автоматически отображаться в специально отведённом для этого окне)
- Импорт конфигурации из файлов option.xml и их последующее удаление.
- Сохранение конфигурации по умолчанию и любого количества конфигураций
- Редактирование dsm, rgu, initflashfiles.dat, provxml пакета непосредственно из программы
- Возможность подключения внешних редакторов для dsm, rgu, initflashfiles.dat, provxml
- Просмотр папки пакета непосредственно из программы (по умолчанию используется проводник, но также возможно подключение другого файл-менеджера)
- Редактирование boot.rgu, packages.sof, packages.cif, defaultcerts.dat, oem.cer непосредственно из программы.
- Просмотр и редактирование порядка сборки реестра (редактируется packages.sof)
- Предварительный просмотр реестра, который должен получиться после сборки с указанием как и сколько раз менялся каждый параметр, какой файл rgu произвёл изменение и в какой строке файла rgu этот параметр содержится.
- Предварительный просмотр файла initflashfiles.dat, который должен получиться после сборки.
- Очистка модулей от файлов и imageinfo.txt
- Достаточно гибкие настройки параметров сборки.
- Возможность вызова внешних программ из меню.
- Автоматическое формирование или коррекция .VM и .ROM по данным из шаблона или файла XIP
- Встроенный механизм переадресации модулей (Reloc) получившегося плоского дампа.
- Сборка файла раздела IMGFS
- Сборка файла ROM — формат nb0 (payload)

## Поддержка
В настоящее время полный цикл сборки поддерживается для:
- ASUS P525/P526/P535/P750.
- HTC BlueAngel
- HTC Touch 2 (Mega)
- HTC Touch 3450 & 3452 (Elf & Elfin)
- HTC Touch Diamond
- HTC Touch HD
- HTC Touch Diamond 2
- HTC Max 4G
- HTC Iolite
- HTC HD2
- Acer beTouch e100/101

## Сборки в которых используется OS Builder
| Ссылка  | Автор  | Комментарий                             |
| ------- | ------ | --------------------------------------- |
| Перейти | Barin  | Используется старая версия OS Builder’a |
| Перейти | ANTPro | OS Builder v1.2.64 LE                   |